# Лютеж (Киевская область)
Люте́ж (укр. Лютіж) — село, входит в Вышгородский район Киевской области Украины.
Расположено на берегу Киевского водохранилища.
Население по переписи 2001 года составляло 2 282 человек. Село занимает площадь 3,2 км².

## Местный совет
Село Лютеж — административный центр Лютежского сельского совета.
Адрес местного совета: 07352, Киевская обл., Вышгородский р-н, с. Лютеж, ул. Ветряного, 1.

## История
Лаврентий Похилевич в «Сказании о населённых местностях Киевской губернии» (1864 год) пишет:
«село при ручье, впадающем в Днепр выше села Старых Петровец на 3 версты. Жителей обоего пола 440, а с лесной стражей в № 4, 5, 6 и 7-м 511. с. Лютеж, по мнению некоторых, получило своё название ещё в древности по имени Люта, сына Свенальдова, убитого на этом месте Олегом, князем древлянским во время охоты… От этого убийства возгорелась ненависть между Свенальдом, первым вельможей великого князя киевского Ярополка, и Олегом, бывшая причиной междоусобной войны полян с древлянами. Близ села есть урочище в лесу, называемое Туровище, на котором находятся насыпи и горбы. Название его жители объясняют пребыванием турок или татар, но, кажется, справедливее будет производить его от того зверя, на которого любили охотиться наши древние князья. Лютеж и теперь стоит среди бесконечных лесов; только к востоку село имеет открытые виды на Днепровские луга. Впрочем Лютеж по неимению полей и по песчаности почвы никогда не имел значительного населения. В позднейшее время это был хутор с небольшими водяными мельницами, принадлежавший Межигорскому монастырю, подчинённый скиту, находившемуся на Ирпеньском острове напротив села Демидова.
До 1800 года в Лютеже не было церкви. Жители ходили молиться и совершать духовные требы в помянутый Демидовский скит, где было с незапамятных времён две деревянные церкви, и всегда жило в монастырских домах несколько монахов и послушников. (Впрочем главная из разобранных скитских церквей, во имя Рождества Пресвятой Богородицы, была построена на место давнейшей в 1781 г. соборным иеромонахом Межигорского монастыря Феодоритом.) Из двух этих скитских церквей построена в 1800 году нынешняя приходская Лютежская Богородичная церковь, а первым к ней священником назначен Оршанский. В 1801 году полковник Стефан Носков, живший в монашеском доме на острове, соорудил к наместной храмовой иконе серебряную шату в память упразднённого скита. При перенесении церквей из острова и при построении из них в селе Лютеже ныне существующей церкви оказал особенное усердие и понёс большую часть издержек бывший киевский войт Михаил Григоренко, по ремеслу котляр. По штатам Лютежская церковь причислена к 6-му классу; земли имеет 35 десятин, большей частью сенокосной, по недостатку пахотных полей поблизости села. Приход её, кроме села Лютежа, составляют следующие деревни: Старые Петровцы, Борки, Гута».
В ходе вторжения России на Украину при эвакуации мирных жителей российская армия открыла по ним огонь и убила трех человек.

## Археология
- Лютежское селище было специализированным производственным поселением древних металлургов в подгорцевское время (V—IV века до н. э.), схожим по типу организации производства к Жижицко-Торопецкому и Себежскому металлургическим центрам. Большая часть керамических материалов Лютежа относится к зарубинецкой культуре (I век до н. э. — II век нашей эры)[2][3].
- Севернее села Лютеж на берегу Киевского водохранилища, поблизости от одного из «змиевых валов», было обнаружено керамическое пряслице с загадочной надписью из 8 знаков[4].

## Галерея
- Церковь
- Памятник погибшим в ВОВ
- Памятник погибшим в ВОВ
- На берегу
- Храм Рождества Пресвятой Богородицы
- Вид на храм сзади